# 高野永貞
高野 永貞（たかの ながさだ）は、江戸時代中期の儒臣。越後長岡藩士。一般的には高野栄軒の方で著名。家老・山本精義（勘右衛門）と共に藩の文武振興に貢献した。

## 略歴
元禄6年（1693年）、誕生。
延享3年（1746年）12月、6代藩藩主・牧野忠敬より家譜編纂を命じられた山本老迂斎の命令を受けて今泉親徳（岡右衛門）と共に家譜に着手した。
安永2年（1773年）、死去。子・常道（余慶）もまた儒臣として重用される。